# Parbayse
Parbayse település Franciaországban, Pyrénées-Atlantiques megyében. Lakosainak száma 321 fő (2022. január 1.). Parbayse Abos, Arbus, Cuqueron, Monein és Pardies községekkel határos.

## Népesség
A település népességének változása:
| Lakosok száma | 275  | 300  | 323  | 319  | 331  | 335  | 330  | 326  | 321  |
|               | 2013 | 2015 | 2016 | 2017 | 2018 | 2019 | 2020 | 2021 | 2022 |